# 더글러스 B. 에이비슨
더글라스 에비슨(DOUGLAS B. AVISON)은 올리버 R. 에이비슨(Oliver R. Avison, 한국명 어비신)의 아들이며 의사였다.

1893년 부산에서 태어나서 캐나다 토론토 대학 의학부를 졸헙하고, 1920년 북장로교 의료선교사로 내한하였다. 그는 선천 선교부, 서울 선교부, 세브란스 의전 소아과 교수 및 병원장을 봉직하다가 2차 대전 직전에 캐나다로 귀국하였다. 그의 부친보다 먼저 1951년 캐나다 밴쿠버에서 소천하였는데 후에 양화진외국인선교사묘원에 안장되었다. 세브란스병원 초대 원장으로 사역한 에비슨(Oliver R. Avison) 선교사의 후손들로서 에비슨 선교사의 증손자 더글라스 에비슨(Douglas Avison Black), 피터 블랙(Peter Lee Black)과 고손자 랄프 크루(Ralph Crewe)가 한국을 방문하였다.

## 같이 보기
- 올리버 R. 에이비슨